# Ханколь
Ханколь (каз. Ханкөл) — село в Каратобинском районе Западно-Казахстанской области Казахстана. Входит в состав Жусандойского сельского округа. Код КАТО — 275037200.

## Население
В 1999 году население села составляло 776 человек (401 мужчина и 375 женщин). По данным переписи 2009 года, в селе проживало 590 человек (306 мужчин и 284 женщины).